# Сильвий Тулузский
Си́львий (лат. Silvius, фр. Selve, Sylve) — святой Римско-Католической церкви, четвёртый епископ Тулузы (360 - 400 гг.).

## Биография
Сильвий родился в IV веке. Сильвий взошёл на кафедру Тулузы в 360 году после святого Гилария. В конце IV века Сильвий начал строительство церкви за переделами города. Этот храм в XI веке стал кафедральным собором епархии Тулузы. Строительство храма закончил преемник Сильвия епископ святой Экзуперий.

## Прославление
Сильвий был объявлен святым в начале пятого века.
Мощи святого Сильвия хранятся в одноимённой часовне в базилике святого Сатурнина в Тулузе.
В тулузском районе Маренго находится церковь святого Сильвия.
День памяти в Католической церкви — 31 мая.

## Источник
- Patrice Cabau. «Les évêques de Toulouse (IIIe-XIVe siècles) et les lieux de leur sépulture», Mémoires de la Société archéologique du Midi de la France, 59 (1999). (фр.)